# Copestylum hystrix
Copestylum hystrix är en tvåvingeart som först beskrevs av Giglio-tos 1892.  Copestylum hystrix ingår i släktet Copestylum och familjen blomflugor. Inga underarter finns listade i Catalogue of Life.